# Brug 228
Brug 228 is een vaste brug in Amsterdam-Centrum.
Ze is gelegen over de Oostertoegang en vormt de verbinding tussen het Stationsplein gelegen voor het Centraal Station Amsterdam en de Oosterdokskade. De brug is van recente datum, terwijl ze toch een laag brugnummer kreeg; ze lag er in de jaren 1940-1941 niet. Een brug hier werd noodzakelijk vanwege de steeds te verplaatsen verkeersstromen rondom het genoemde spoorstation, zoals bouw van de IJtunnel en de aanleg van de Amsterdamse metrolijn.
Eindjaren zestig beginjaren zeventig werd hier een recht-toe-recht-aan betonnen brug neergelegd met een betonnen paalfundering, passend bij de nieuwe zuidelijke spoorbrug/viaduct, onderdeel van de vijf spoorbruggen hier (het viaduct is inmiddels al weer gesloopt). Die brug verdween in de periode 2000-2009 om plaats te maken voor de pontons waar vanaf de bouw van de Odebrug plaatsvond. Voor voetgangers en fietsers werd een metalen noodbrug geplaatst, die circa 10 meter noordelijker kwam te liggen. Toen de werkzaamheden daarvoor beëindigd waren (2011) was er tijd en plaats om hier een nieuwe brug aan te leggen, ook alleen voor voetgangers en fietsers. Op de brug is een fietsenstalling gebouwd. De brug kenmerkt zich door balustrades waarvan de buitenzijde (grove stenen) aan de nabijgelegen walkanten doen denken. Ook onderscheidt de brug zich van de omgeving door de mintgroene kleur van de overspanning en de binnenzijden van die balustrades. Of dit een verwijzing is naar het ongeveer gelijktijdig opgeleverde Mint-Hotel (later van Doubletree) is onbekend.

## Zie ook

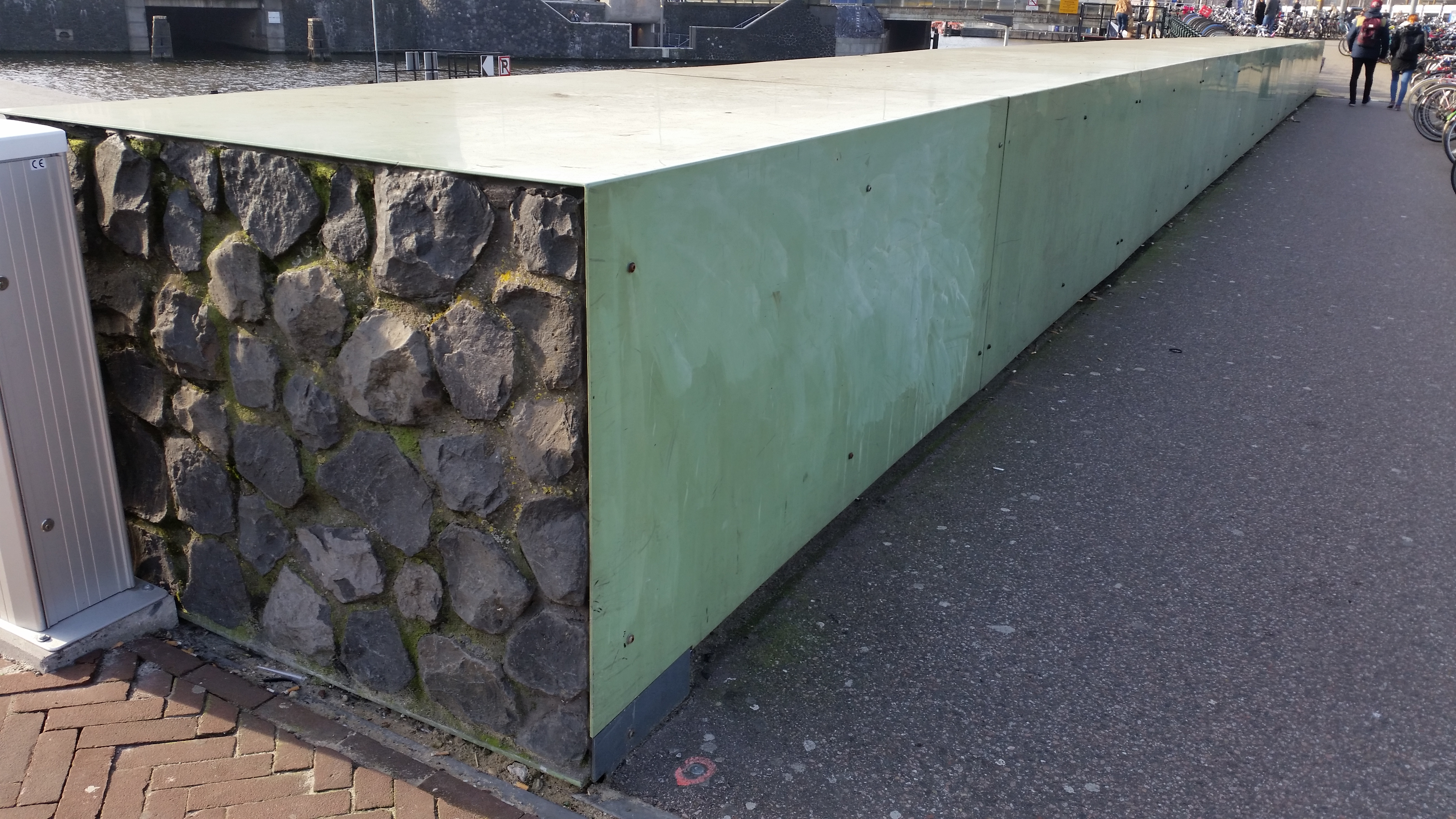
De "leuning" van brug 228 (februari 2019)